# Pararge decorata
Pararge decorata är en fjärilsart som beskrevs av Marcel Caruel 1948. Pararge decorata ingår i släktet Pararge och familjen praktfjärilar. Inga underarter finns listade i Catalogue of Life.